# Бойе, Генрих Христиан
Генрих Христиан Бойе (1744—1803) — немецкий писатель

.

## Биография
Родился 19 июля 1744 года в Мельдорфе — сын проповедника, а затем пробста во Фленсбурге, Иоганна Фридриха Бойе. 
Изучал право в Йенском университете в 1764—1767 годах; с 1769 года слушал лекции в Гёттингенском университете. Там вместе с Фридрихом Вильгельмом Готтером в 1768 году начал издавать «Musen-Almanach» (Göttinger Musenalmanach), единственным редактором которого в 1770—1774 годах. В Гёттингене он занял как поэт и критик весьма видное положение среди тогдашних молодых писателей (Бюргер, Фосс, Крамер и др.). В 1776 году Бойе основал вместе с Домом другой журнал, «Deutsches Museum», одно из самых разносторонних и содержательных периодических изданий того времени. Бойе отвечал за литературную и литературно-критическую часть журнала, Дом — за историческую и политическую.
С 1781 года он снова жил в Мельдорфе, где подружился с арабским исследователем Карстеном Нибуром. 
В июне 1785 года женился на Луизе Мейер, с которой у него была давняя дружба (письма), но которая умерла через год, сразу после рождения их первого ребёнка. Его второй женой в 1788 году стала Сара фон Гюго, от которой у него было несколько детей (включая близнецов); известность получили: Генрих Бойе и Фридрих Бойе. 
Умер в Мельдорфе 3 марта 1803 года.